# Terror for Sale
Terror for Sale – trzeci album szwedzkiej thrash metalowej grupy Terror 2000.

## Lista utworów
1. "Five Star Prison" -	03:56
2. "Metal Mosh Massacre" -	03:28
3. "Cheap Thrills" 	- 02:49
4. "King Kong Song" -	04:04
5. "Wrath of the Cookie Monster" -	03:00
6. "Satans Barbecue" -	03:05
7. "Flesh Fever Fiesta"	- 03:55
8. "Liquor Saved Me From Sports" 	- 04:07
9. "Fed Up Anthem" -	02:56
10. "Mummy Metal for the Masses" -	03:12
11. "Stattena T(h)rash" -	03:39
12. "Bloody Blues Blaster" -	02:04
13. "Dishwasher Demon" - 03:26 (piosenka bonusowa)

## Wykonawcy
- Dan Svensson - gitara basowa
- Erik Thyselius - perkusja
- Klas Ideberg - gitara
- Niklas Svärd - gitara
- Björn "Speed" Strid - wokal